# Communauté de communes du Pays de Sauxillanges
La communauté de communes du Pays de Sauxillanges est une ancienne communauté de communes française, située dans le département du Puy-de-Dôme et la région Auvergne-Rhône-Alpes.

## Historique
Le projet de schéma départemental de coopération intercommunale (SDCI) du Puy-de-Dôme, dévoilé en octobre 2015, proposait la fusion avec les sept autres communautés de communes du Pays d'Issoire - Val d'Allier Sud (Ardes Communauté, Bassin Minier Montagne, Coteaux de l'Allier, Couze Val d'Allier, Issoire Communauté, Lembron Val d'Allier et Puys et Couzes) pour 2017.
À la date du projet, cette fusion devait constituer une intercommunalité peuplée de 54 000 habitants, et composée de 92 communes, dont 44 classées en zone de montagne. À la suite de deux fusions de deux communes (Aulhat-Saint-Privat et Flat formant la commune nouvelle d'Aulhat-Flat ; Nonette et Orsonnette formant Nonette-Orsonnette), ce nombre de communes est ramené à 90.
Adopté en mars 2016, le SDCI ne modifie pas ce périmètre. L'arrêté préfectoral du 6 décembre 2016 prononçant la fusion des huit communautés de communes mentionne le nom de « Agglo Pays d'Issoire ».

## Territoire communautaire

### Géographie
La communauté de communes est située au sud du département du Puy-de-Dôme, à proximité d'Issoire, à cheval sur la Petite Limagne et les contreforts du Livradois. Elle bénéficie d'un accès autoroutier par l'A75 depuis Issoire, par la sortie 13, ainsi que par d'autres routes départementales reliées à Vic-le-Comte, Brassac-les-Mines, Saint-Dier-d'Auvergne, Cunlhat ou Saint-Germain-l'Herm.

### Composition
Elle regroupe dix-sept communes, toutes administrativement rattachées à l'arrondissement d'Issoire et à l'ancien canton de Sauxillanges (sauf Lamontgie, qui dépendait du canton de Jumeaux) en 2014.
| Nom                            | Code Insee | Gentilé         | Superficie (km2) | Population (dernière pop. légale) | Densité (hab./km2) |
| ------------------------------ | ---------- | --------------- | ---------------- | --------------------------------- | ------------------ |
| Sauxillanges (siège)           | 63415      | Sauxillangeois  | 24,90            | 1 225 (2014)                      | 49                 |
| Bansat                         | 63029      | Bansatois       | 10,31            | 248 (2014)                        | 24                 |
| Chaméane                       | 63078      | Casaméniens     | 10,91            | 149 (2014)                        | 14                 |
| Égliseneuve-des-Liards         | 63145      |                 | 8,35             | 140 (2014)                        | 17                 |
| Lamontgie                      | 63185      | Lamontgeois     | 7,09             | 631 (2014)                        | 89                 |
| Parentignat                    | 63270      |                 | 3,71             | 503 (2014)                        | 136                |
| Les Pradeaux                   | 63287      | Pradelais       | 5,54             | 329 (2014)                        | 59                 |
| Saint-Étienne-sur-Usson        | 63340      |                 | 15,58            | 284 (2014)                        | 18                 |
| Saint-Genès-la-Tourette        | 63348      |                 | 18,49            | 177 (2014)                        | 9,6                |
| Saint-Jean-en-Val              | 63366      | Jeanvalaisiens  | 12,09            | 358 (2014)                        | 30                 |
| Saint-Martin-des-Plains        | 63375      | Saint-Martinois | 3,87             | 143 (2014)                        | 37                 |
| Saint-Quentin-sur-Sauxillanges | 63389      | Quentinois      | 8,25             | 106 (2014)                        | 13                 |
| Saint-Rémy-de-Chargnat         | 63392      |                 | 6,21             | 552 (2014)                        | 89                 |
| Sugères                        | 63423      | Sugeriens       | 20,64            | 611 (2014)                        | 30                 |
| Usson                          | 63439      | Ussonnais       | 5,43             | 271 (2014)                        | 50                 |
| Varennes-sur-Usson             | 63444      |                 | 6,15             | 273 (2014)                        | 44                 |
| Vernet-la-Varenne              | 63448      |                 | 35,10            | 703 (2014)                        | 20                 |

### Démographie
| 1968  | 1975  | 1982  | 1990  | 1999  | 2008  | 2013  |
| ----- | ----- | ----- | ----- | ----- | ----- | ----- |
| 6 023 | 5 662 | 5 467 | 5 421 | 5 679 | 6 346 | 6 626 |

## Administration

### Siège
La communauté de communes siège à Sauxillanges.

### Les élus
La communauté de communes est gérée par un conseil communautaire composé de 33 membres représentant chacune des communes membres.
Ils sont répartis comme suit :
| Nombre de délégués | Communes |
| ------------------ | --- |
| 5                  | Sauxillanges |
| 3                  | Vernet-la-Varenne |
| 2                  | Bansat, Lamontgie, Parentignat, Les Pradeaux, Saint-Étienne-sur-Usson, Saint-Jean-en-Val, Saint-Rémy-de-Chargnat, Sugères, Usson, Varennes-sur-Usson |
| 1                  | Chaméane, Égliseneuve-des-Liards, Saint-Genès-la-Tourette, Saint-Martin-des-Plains, Saint-Quentin-sur-Sauxillanges                                   |

### Présidence
Le conseil communautaire a élu en avril 2014 Vincent Challet (maire de Sauxillanges) et désigné ses quatre vice-présidents : François Cregut, Françoise Bourgne, Annie Maloron et José Fanjul.

### Compétences
L'intercommunalité exerce des compétences qui lui sont déléguées par les communes membres.

### Régime fiscal et budget
La communauté de communes applique la fiscalité professionnelle unique. Pour l'exercice 2015, les taux d'imposition sont les suivants : taxe d'habitation 8,93 %, foncier bâti 0 %, foncier non bâti 3,20 %, cotisation foncière des entreprises 21,44 %.

## Projets et réalisations
La communauté de communes a réalisé une maison de santé à Vernet-la-Varenne en 2011 ou réaménagé les abords de rivière (chantier d'insertion).

### Site officiel
1. ↑  « Présentation » (consulté le 16 décembre 2015).
2. ↑  « Les acteurs » (consulté le 16 décembre 2015).
3. ↑  « Les actions » (consulté le 16 décembre 2015).

### Autres sources
1. 1 2  « CC du Pays de Sauxillanges (N° SIREN : 246301048) », sur BANATIC, 9 janvier 2015 (consulté le 17 mars 2015).
2. ↑  « Résultats des élections municipales et communautaires 2014 — PUY DE DOME (63) - Sauxillanges : Candidatures du 1er tour », sur Ministère de l'Intérieur (consulté le 17 mars 2015).
3. 1 2 3  « Projet de schéma départemental de coopération intercommunale (SDCI) – Département du Puy-de-Dôme » [PDF], Préfecture du Puy-de-Dôme, octobre 2015 (consulté le 8 juillet 2016).
4. 1 2  « Schéma départemental de coopération intercommunale (SDCI) – Département du Puy-de-Dôme » [PDF], Préfecture du Puy-de-Dôme, 30 mars 2016 (consulté le 8 juillet 2016).
5. ↑  Direction des collectivités territoriales et de l'environnement – Bureau du contrôle de légalité – Intercommunalité, « Arrêté prononçant : - la création d'une communauté d'agglomération par fusion des communautés de communes : « Bassin Minier Montagne », « Lembron Val d'Allier », « Ardes-Communauté », « Puys et Couzes », « Issoire-Communauté », « du Pays de Sauxillanges », « des Coteaux de l'Allier », « Couze Val d'Allier » […] à la date du 1er janvier 2017 » [PDF], Recueil des actes administratifs no 63-2016-059, Préfecture du Puy-de-Dôme, 9 décembre 2016 (consulté le 9 décembre 2016), p. 104-124.
6. ↑  « Séries historiques des résultats du recensement - EPCI de La CC du Pays de Sauxillanges (246301048) », Insee (consulté le 8 juillet 2016).
7. ↑  Direction des collectivités territoriales et de l'environnement - Bureau du contrôle et de la légalité - Intercommunalité, « ARRÊTÉ no 13/01865 du 20 septembre 2013 constatant le nombre total de sièges que comptera l'organe délibérant de la communauté de communes du Pays de Sauxillanges ainsi que celui attribué à chaque commune membre lors du prochain renouvellement général des conseils municipaux » [PDF], Recueil des actes administratifs 2013-69, Préfecture du Puy-de-Dôme, 1er octobre 2013 (consulté le 22 mars 2016), p. 3600-3602 (37-39 sur le PDF).
8. ↑  « Vincent Challet président de la Com'com », sur lamontagne.fr, 28 avril 2014.